# Кіп (національний парк)
Національний парк Кеп — національний парк в Камбоджі в провінції Кеп (англ. Kep Province). Засновано в 1993 р. Займає площу 50 km². Найближче місто Кронг Каеб (англ. Krong Kaeb).
Парк включає в себе невеликий гірський хребет, вкритий мережею доріжок і стежок, які користуються великою популярністю у туристів. З оглядових майданчиків відкриваються неймовірні панорами на Фу Куок (англ. Phu Quoc) і Бокор (англ. Bokor Range) з південної та західної сторін, і види через острови на обширний  в'єтнамський морський заповідник К'єнзянг (фр. Kiên Giang), в східній частині.

## Туризм і бізнес
В кафе Led Zep є недорога їдальня з прекрасною панорамою, а Jasmine Valley Eco-Resort пропонує другу зупинку для сніданку, приготованого прямо в джунглях.

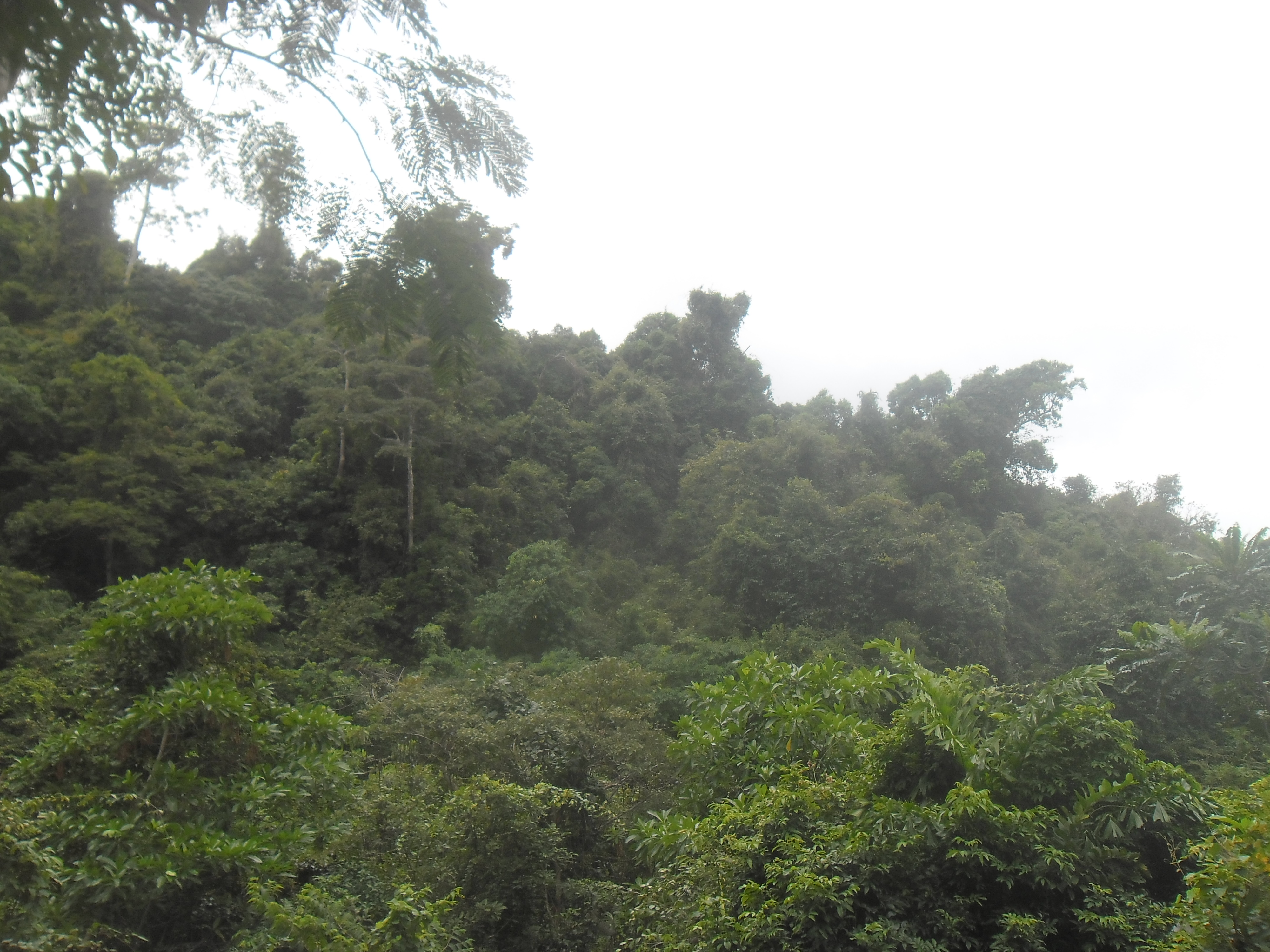
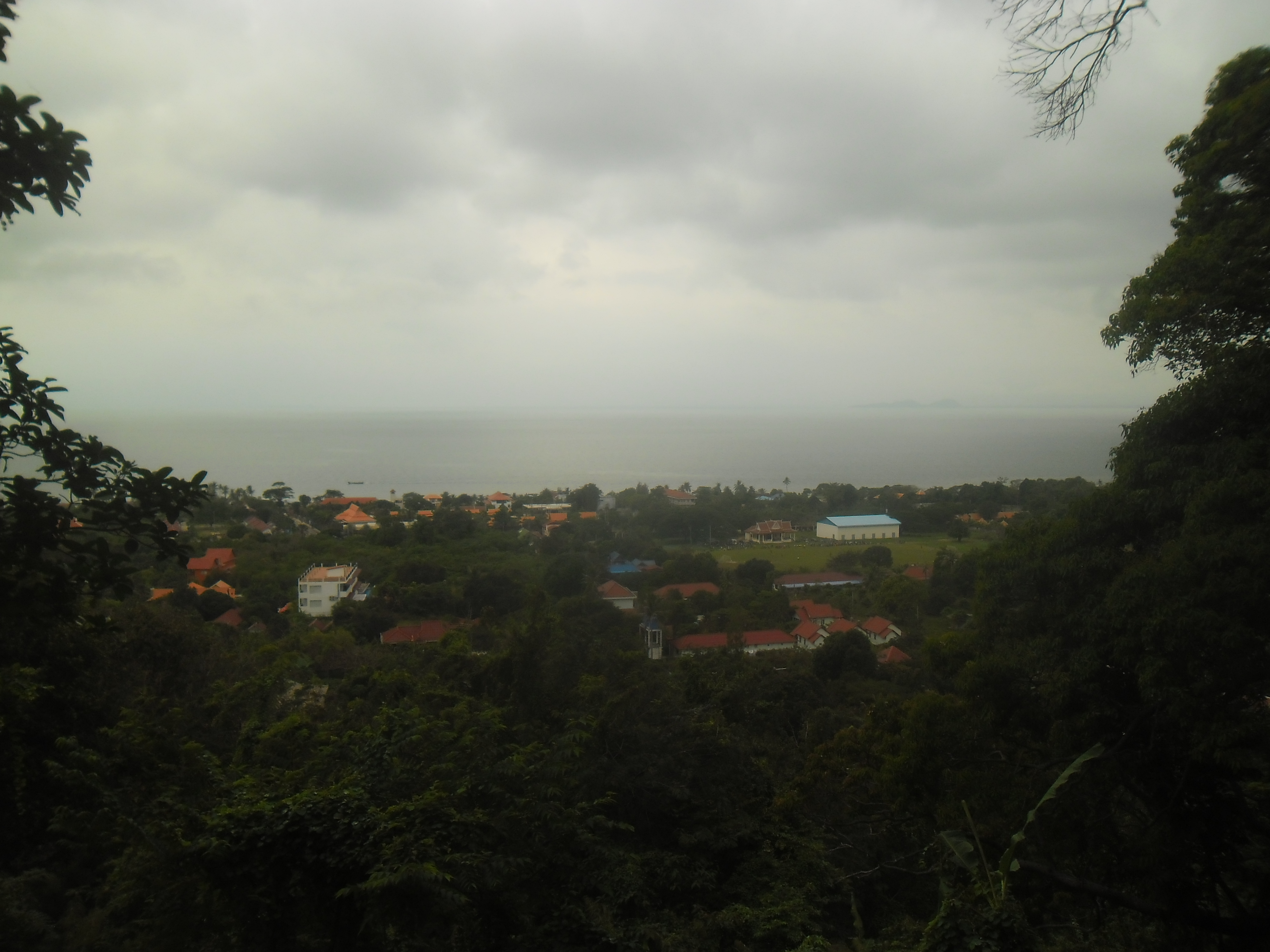
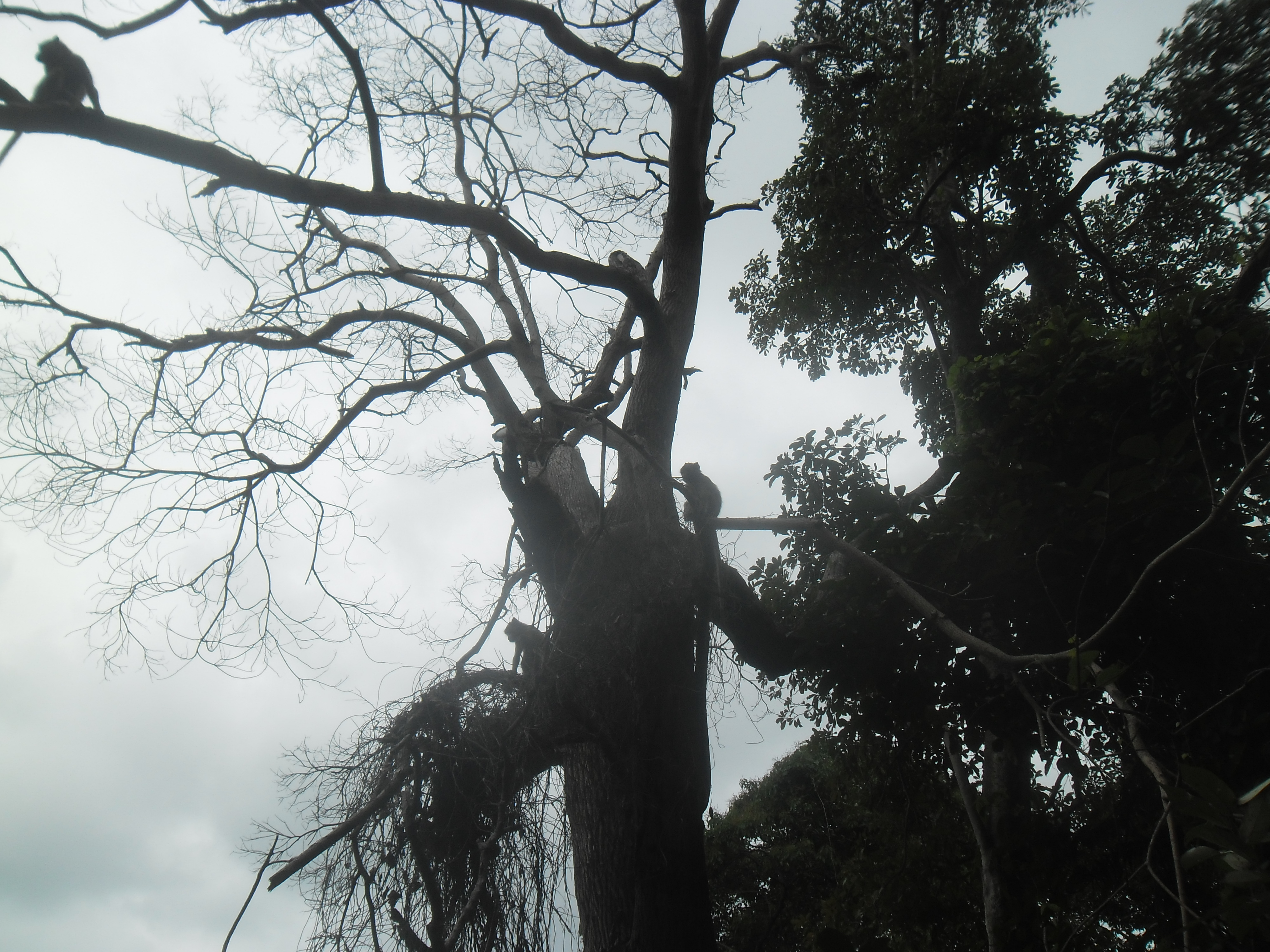
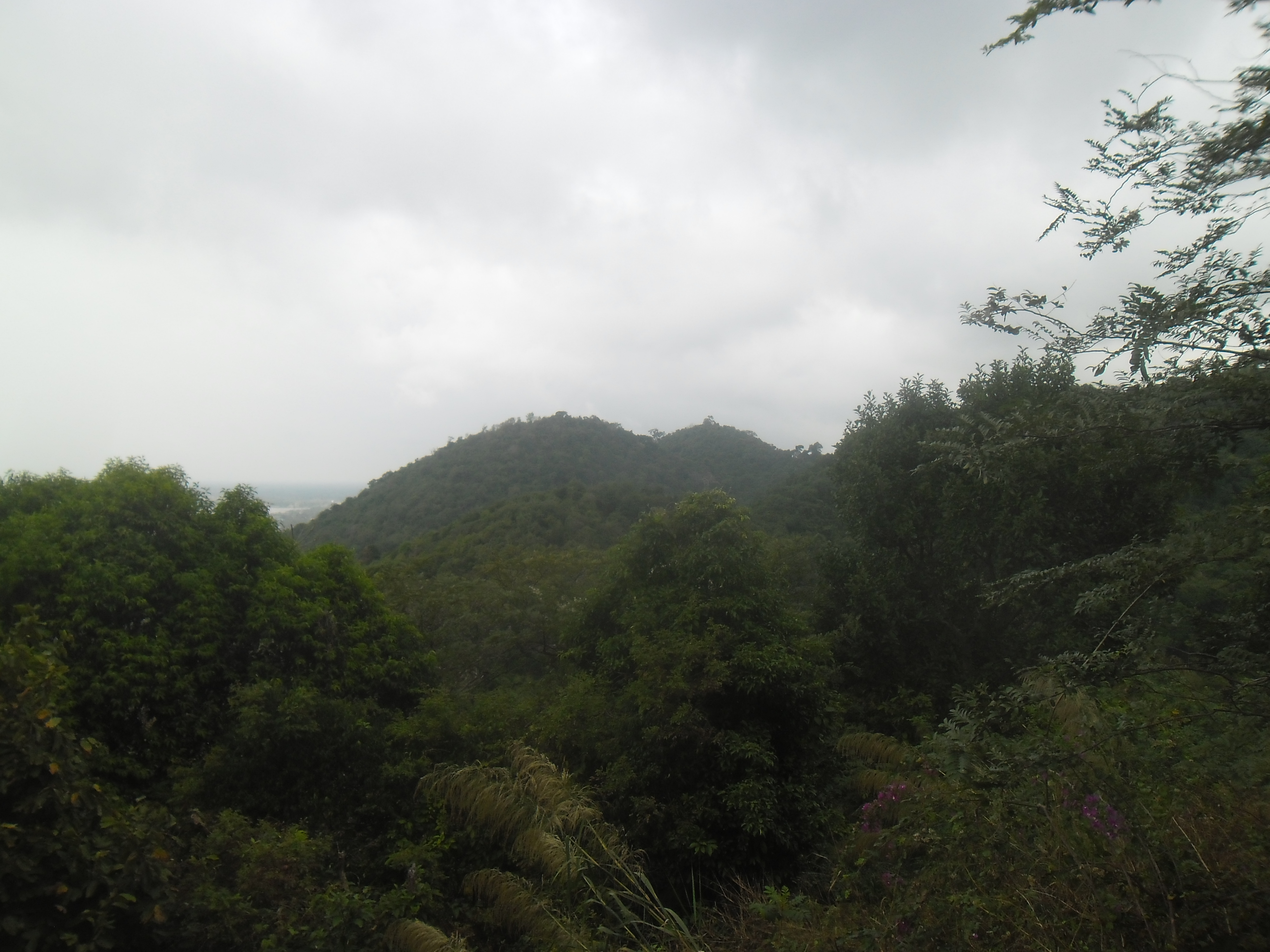
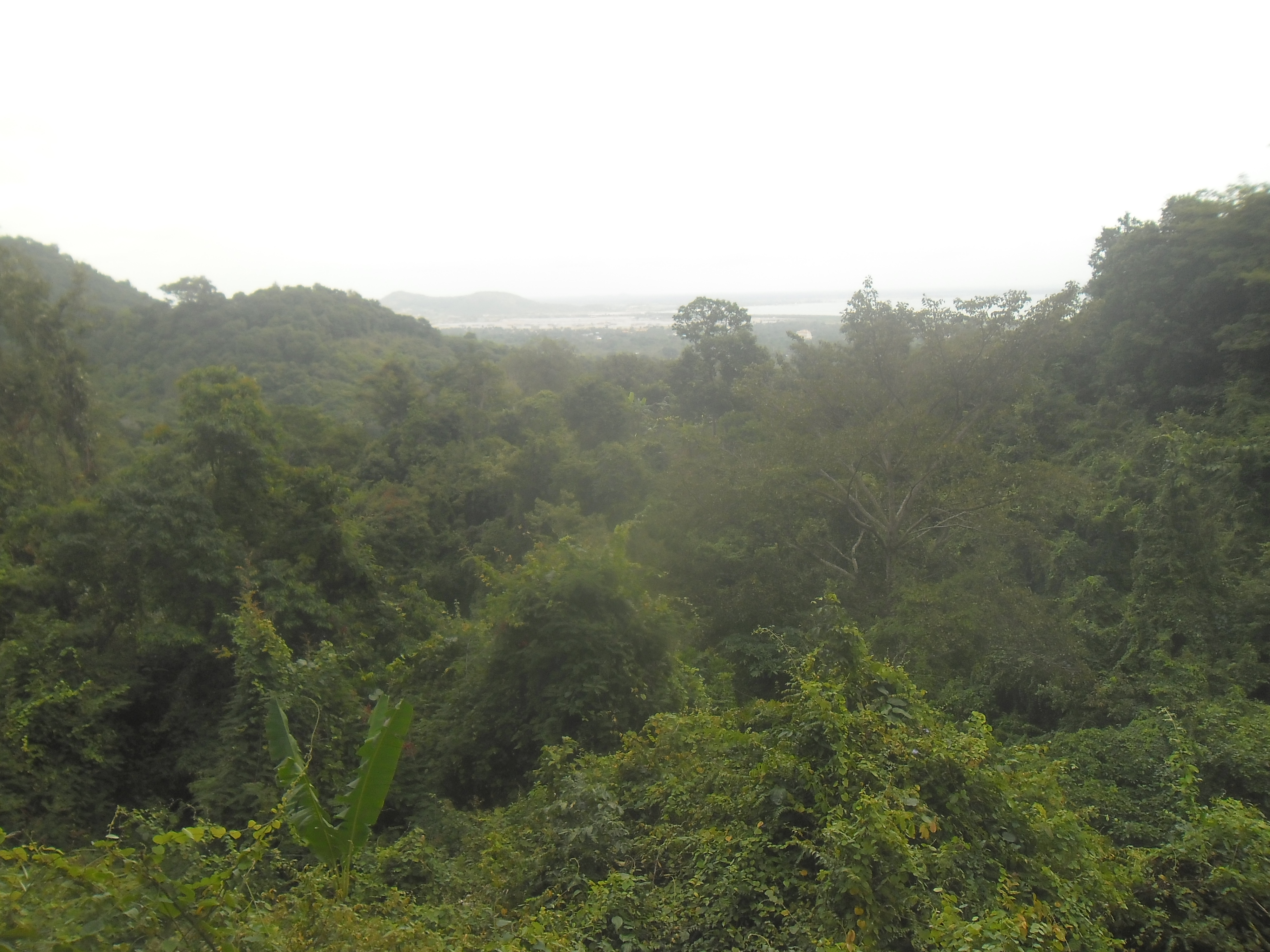

## Ресурси Інтернету
- World Wildlife Adventures[недоступне посилання з квітня 2019]
- Карта національного парку Кіп [Архівовано 19 серпня 2014 у Wayback Machine.]
- visitkep.com — Все про Кіп

## Виноски
1. ↑  Kiên Giang UNESCO-MAB Biosphere Reserve [Архівовано 28 лютого 2014 у Wayback Machine.] UNESCO
2. ↑  Jasmine Valley Eco-Resort. Архів оригіналу за 13 травня 2021. Процитовано 5 квітня 2022.